# Pothuau (1897)
El Pothuau fue un crucero acorazado, único de su clase, de la Marina Francesa, llamado así en nombre del almirante y político francés Louis Pierre Alexis Pothuau (1815-1882).

## Entrada en servicio
Este crucero acorazado fue construido por los astilleros franceses Forges et Chantiers de la Méditerranée de El Havre en 1895. Fue puesto en servicio en 1897, en Cherburgo, donde efectuó sus primeras pruebas. Su primer comandante fue el capitán de fragata Paul Germinet.

## Historia operacional
En agosto de 1914, al inicio de la Primera Guerra Mundial, el Pothuau estaba destacado en el Mediterráneo formando parte del 1ere Armée Navale (1.er Ejército Naval), y fue destinado a África Occidental en 1915.
El buque fue enviado a Egipto en 1916 antes de que se le iniciara una reparación.
El Pothuau  pasó a ser un buque de entrenamiento de artillería hasta que fue, eventualmente, reemplazado en ese papel por él, también crucero acorazado, Gueydon.
El Pothuau fue dado de baja en noviembre de 1927, y su desguace se inició el 25 de septiembre de 1929.

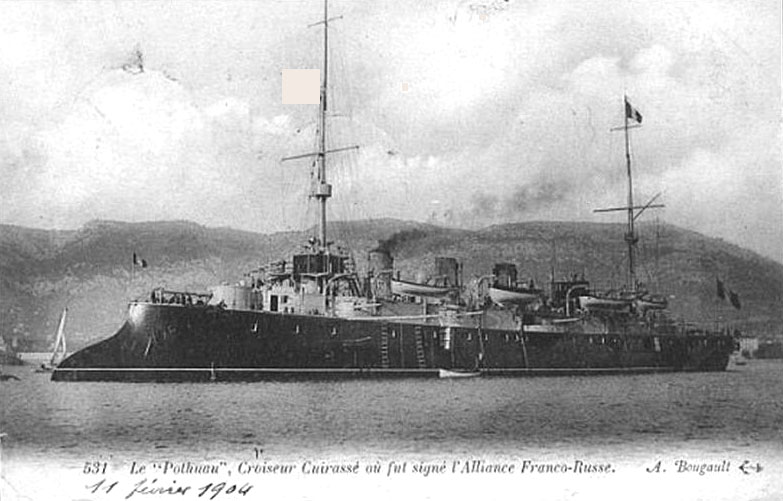
"El Pothuau, crucero acorazado donde se firmó la Alianza Franco-Rusa"